# Выборы президента Молдовы (2009)
Очередные президентские выборы в Молдавии прошли в два тура — 20 мая и 3 июня 2009 года. Это были третьи выборы главы государства, прошедшие после внесения в 2000 году изменений в Конституцию страны, в соответствии с которыми Президент республики избирался посредством голосования депутатов Парламента и действовавшие до 4 марта 2016 года.
Состоялись в обстановке политического кризиса в стране и давления со стороны уличной оппозиции, оппозиционный «Альянс за европейскую интеграцию» бойкотировал их, в результате чего выборы были сорваны (в ходе двух туров голосования ни один кандидат не набрал 61 голос). В соответствии с Конституцией Молдавии, парламент был распущен и 29 июля состоялись новые выборы, на которых правящая с 2001 года Партия коммунистов Республики Молдова (ПКРМ) потеряла большинство мест и перешла в оппозицию. Обязанности президента продолжал исполнять действующий глава государства Владимир Воронин до своей отставки 11 сентября 2009 года.

## Предыстория
22 марта 1998 года в Молдавии состоялись парламентские выборы, на которых с результатом 30,01 % одержала победу оппозиционная Партия коммунистов, получившая относительное большинство в 40 мандатов (из 101). Через 2 года по её представлению, в Конституцию страны были внесены поправки, в соответствии с которыми вместо всенародного голосования глава государства избирался таным голосованием депутатов парламента.
25 февраля 2001 года на очередных выборах ПКРМ одержала полную победу с результатом 50,07 %, что дало ей 71 мандат и возможность сформировать правительство и избрать президента страны своими голосами. 4 апреля президентом был избран глава ПКРМ Владимир Воронин — единственный коммунист, который смог прийти к власти на постсоветском пространстве после распада Советского Союза. В числе его обещаний было: интеграция Молдавии в Союзное государство, федерализация страны по плану Дмитрия Козака, урегулирование конфликта с Приднестровьем и придание русскому языку статуса второго государственного.
Ни одно из этих обещаний, по разным причинам, выполнено так и не было, хотя в целом первый срок своего президентства, Воронин придерживался пророссийской политики. Всё это привело к тому, что на выборах 6 марта 2005 года ПКРМ потеряла 4 процентных пункта и 15 мандатов (сократив представительство с 71 до 56), хотя и смогла одержать победу с результатом 45,98 %. Это давало возможность ей сформировать правительство (для чего требовался 51 мандат), но лишало возможности своими голосами избрать президента (для чего требовался 61 мандат).
Перед голосованием 4 апреля 2005 года ЦК ПКРМ внёс существенные изменения в политические установки партии, взяв курс на интеграцию Молдавии с ЕС и НАТО. Воронин также выступил с проевропейскими тезисами, что привело к расколу в оппозиционном блоке «Демократическая Молдова» — из него вышли ХДНП, ДПМ и СЛП, которые поддержали кандидатуру Воронина на второй срок. Остальные партии блока, во главе с примаром Кишинёва Серафимом Урекяном, образовали альянс «Наша Молдова», у которого, однако, оставалось только 26 мест. Поддержки 3 правых партий хватило для того, чтобы Воронин был переизбран.
Весь второй срок Воронина, Молдавия проводила проевропейскую политику, в том числе став одним из соучредителей ГУАМ. Были достигнуты определённые успехи в экономическом развитии страны, однако множество проблем решено не было. Всё это привело к последующим событиям.

## Перед голосованием
5 апреля 2009 года состоялись очередные парламентские выборы, на которых победу в третий раз с результатом 49,48 % одержала ПКРМ, увеличив своё представительство до 60 депутатов, что было достаточно для формирования правительства, но недостаточно для избрания президента.
Оппозиция, объединившаяся в «Альянс за европейскую интеграцию», результаты выборов не признала и организовала массовые протесты в Кишинёве, которые завершились массовыми беспорядками и погромами, в ходе которых были ранены более 300 человек и серьёзно повреждено здание парламента Молдавии. Владимир Воронин обвинил лидеров оппозиции в подготовке государственного переворота
В соответствии с Конституцией, Владимир Воронин не мог выдвигаться на третий срок, поэтому ПКРМ выдвинула кандидатуры действующего премьера Зинаиды Гречаной и врача Станислава Гроппа. Однако партии, входящие в АЕИ, заявили о бойкоте президентских выборов. Это не давало ПКРМ возможности избрания президентом своего кандидата, так как для этого не хватало 1 голоса.
| 60   | 41                                 |  |
| ПКРМ | «Альянс за европейскую интеграцию» |  |

## Голосование
20 мая 2009 года состоялся первый тур голосования. Хотя за Зинаиду Гречаную проголосовали все 60 присутствующих депутатов (от ПКРМ, так как оппозиция бойкоторировала голосование), а Станислав Гропп не получил ни одного голоса, выборы были признаны несостоявшимися. Второй тур был назначен на 28 мая 2009 года. Но в тот день выборы были перенесены на 3 июня; ПКРМ утверждала, что это связано с праздником Вознесения, в то время как оппозиция критиковала ПКРМ за попытку отложить выборы.
За день до повторного голосования, 2 июня, бывший глава парламента Мариан Лупу вышел из ПКРМ и перешёл в оппозиционную ДПМ, заявив, что он понял, что ПКРМ «недемократична и не может быть реформирована изнутри». Это привело к срыву и второго тура голосования — за Зинаиду Гречаную вновь было подано 60 голосов, а за альтернативного кандидата — бывшего посла Молдавии в России Андрея Негуца — ни одного.
Выборы были признаны несостоявшимися, после чего парламент был распущен и были назначены новые парламентские выборы, на которых ПКРМ потерпела первое поражение, хотя и сохранив самую крупную по численности фракцию (48 депутатов), но в совокупности уступив партиям-членам АЕИ.
Обязанности президента продолжал исполнять действующий глава государства Владимир Воронин до своей отставки 11 сентября 2009 года.